# Macedonia del Norte en los Juegos Olímpicos de Los Ángeles 2028
Macedonia del Norte participará en los Juegos Olímpicos de Los Ángeles 2028. Responsable del equipo olímpico es el Comité Olímpico Macedonio, así como las federaciones deportivas nacionales de cada deporte con participación.